# ダドリー男爵
ダドリー男爵（英: Baron Dudley）は、イギリスの男爵、貴族、イングランド貴族爵位。百年戦争中の1440年ごろに廷臣ジョン・サットンが当男爵に叙位されたことに始まる。その後、15、16世紀には分家筋から鉄鋼業に携わる一族も輩出し、また、レスター伯や、ウォリック伯爵家（一代限りノーサンバーランド公爵家）も出した。
1757年に保持者不在となり爵位停止となったが、1916年に停止解除されて現在に至る。女系継承により、現在はウォレス家が爵位を保持する。

## 歴史

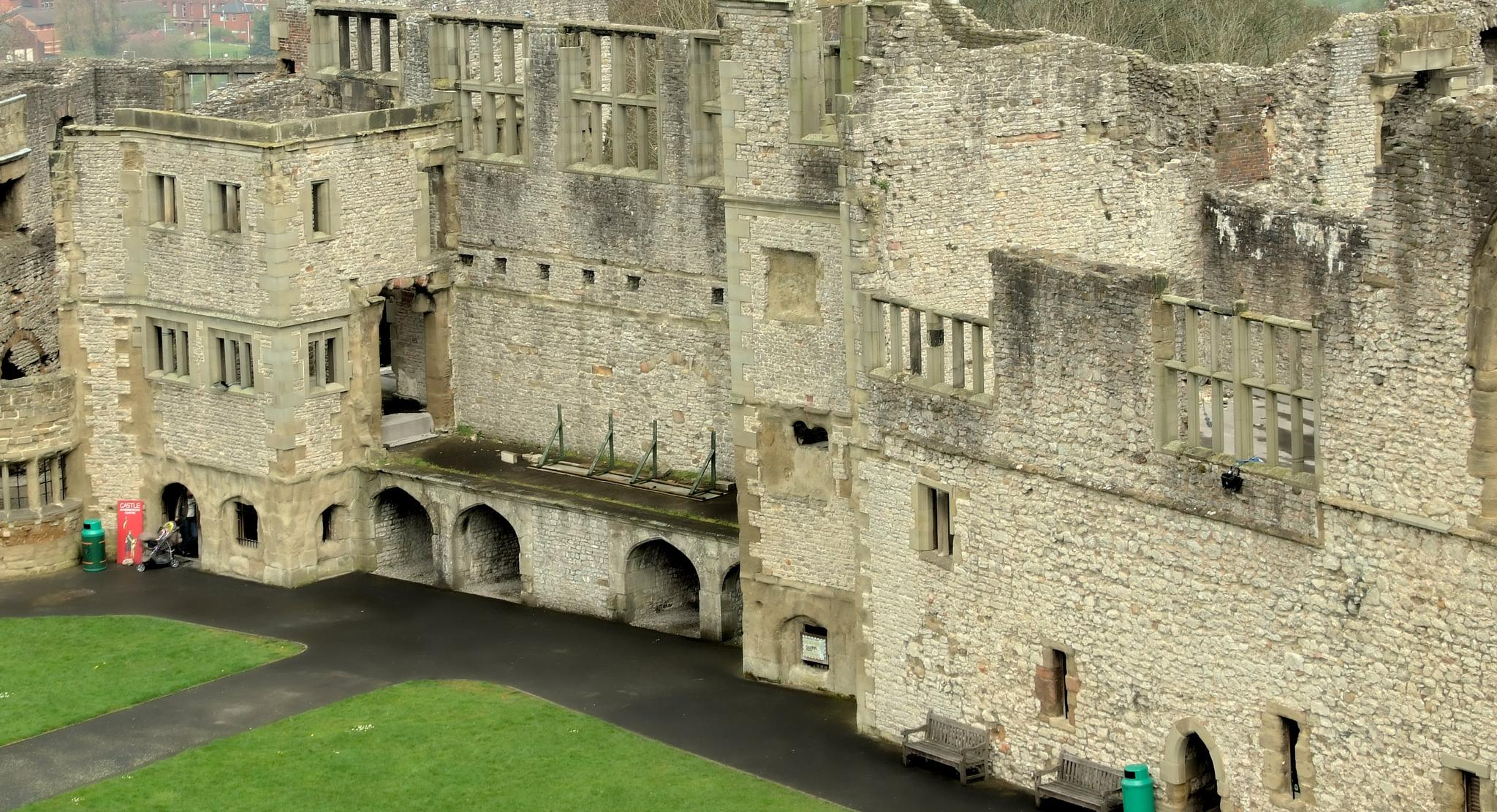
ダドリー城跡

サットン家の貴族としての歴史は必ずしも判然としない。歴代当主の代数については、1342年に議会招集されたサー・ジョン・ド・サットン（1310-1359）を初代に数える考え方もあるが、このサー・ジョン以降、貴族であるはずの子孫が三代にわたって貴族院に生涯招集されていない史実がある。この時期の爵位名についても一定せず、「Lord Dudley」あるいは「Lord Sutton of Dudley」の表記揺れがある。
次に確実に議会招集を受けた人物は、サー・ジョンの玄孫ジョン・サットン（1400-1487）である。ジョンは国王ヘンリー6世の近臣にしてアイルランド総督を務めた廷臣で、薔薇戦争中のセント・オールバンズの戦いでは国王とともに捕虜となっている。その彼が1440年に「Johanni de Sutton de Duddeley Militi」として貴族院に議会招集された令状は現存しており、これ以降の当主は「ダドリー男爵(Baron Dudley)」となった。初代男爵以降、5代にわたり直系男子による爵位継承が続いた。
また、分家筋に有力家系が現れた。傍系のジョン・ダドリーはテューダー朝の重臣として軍務伯や枢密院議長を務め、1551年には初代ノーサンバランド公爵に叙された。イングランド国教会を支持して1553年には息子（初代男爵からみて玄孫）ギルフォード・ダドリーをヘンリー8世の子孫ジェーン・グレイと結婚させ、7月10日から9日間イングランド女王の義父となった。しかしカトリック信者のメアリー1世の王位承継を妨げるこの計画は、メアリーが逃亡中に即位宣言をしたことで失敗した。同年、メアリーは3名を処刑し、また本家筋当主の3代男爵ジョン・サットンも没した。
一方で、ジョン・ダドリー五男のロバート・ダドリー（1532年-1588年） はエリザベス女王の寵臣となり、初代レスター伯に叙された。その息子のロバート・ダドリー（英語版）は1646年、探検家として当時最新のメルカトル図法による海図をつけた海事事典『デル・アルカノ・デル・マーレ』を出版したことで著名になった。当時は日英関係は断絶していたが、事典には江戸の地図も含まれていた。
第3代男爵の息子ヘンリー・ダドリーは1556年、メアリー1世を母方の出身スペイン王国に追放してエリザベス1世を即位ようと企てたが、計画が露見したためにフランスへ亡命した。

4代男爵エドワード（1583年没）の代には、一族の本拠地ダドリー城にエリザベス1世の行幸があった。当時の男爵家はウスターシャー・ダドリーを領地とし、エドワード自身も領内で製鉄所を経営していた。

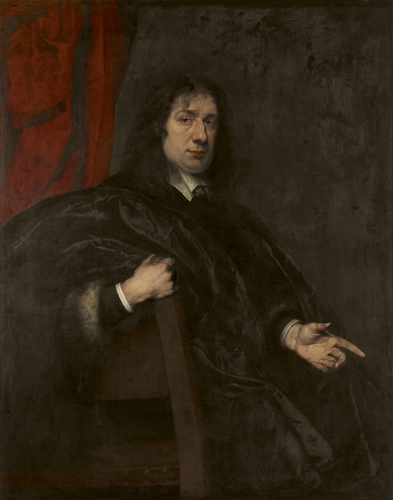
第5代ダドリー男爵エドワード・サットン。

5代男爵エドワード(1567-1643)の非嫡出子ダッド・ダドリーは1665 年に製鉄法に関する論文（Metallum Martis）を出版したが、地元の鉄工所の反発などから事業は失敗した。彼はイングランド内戦ではチャールズ1世軍の大佐として従軍した。同じく5代男爵の非嫡出子ジェーンは、玄孫のエイブラハム・ダービー1世がイギリスの製鉄を牽引したアイアンマスターの一族エイブラハム・ダービー家の祖となった。
なお、5代男爵には嫡出直系男子がなかったため、孫娘フランシス・サットンが爵位を女系継承した。フランシスはロンドンの貴金属商ハンブル・ウォードと結婚したが、ハンブル自身も1644年に「ウォリック州バーミンガムのウォード男爵(Baron Ward, of Birmingham in the County of Warwick)」を得ており、二人の子孫は4代にわたりダドリー男爵位とウォード男爵位の両方を保持した。
その子孫の第10代男爵ウィリアム（1685-1740）の死去後、ウォード男爵位はいとこのジョン・ウォードへと流れ、やがてこの系統は連合王国貴族のダドリー伯爵家に昇る。他方、ダドリー男爵位は甥のファーディナンド・リーに女系継承された。しかし11代男爵ファーディナンド（1710-1757）も男子なく死去したため、男爵位は1757年に爵位停止となった。
この停止状態が解除されたのは159年が経過した1916年のことで、11代男爵の妹の曾孫ファーディナンド・リー（12代男爵、1872-1936）による女系継承がなされた。
その子の13代男爵ファーディナンド（19101-1972）にも男子がなく、妹のバーバラが爵位を継いで再び女系継承がなされた。その息子の15代男爵ジム・ウォレス（1930-）がダドリー男爵家現当主である。

## 一覧

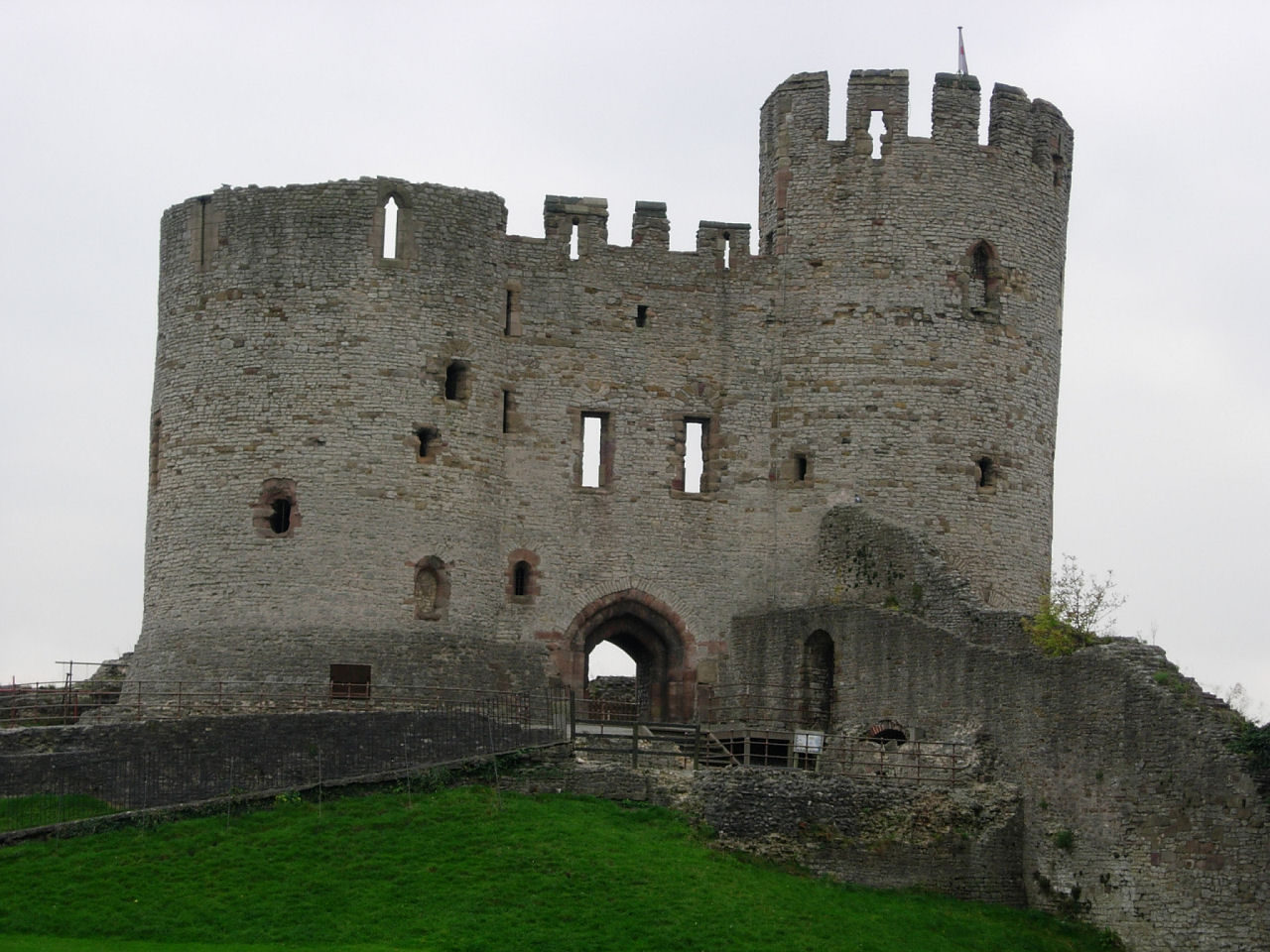
ダドリー城跡の要塞。

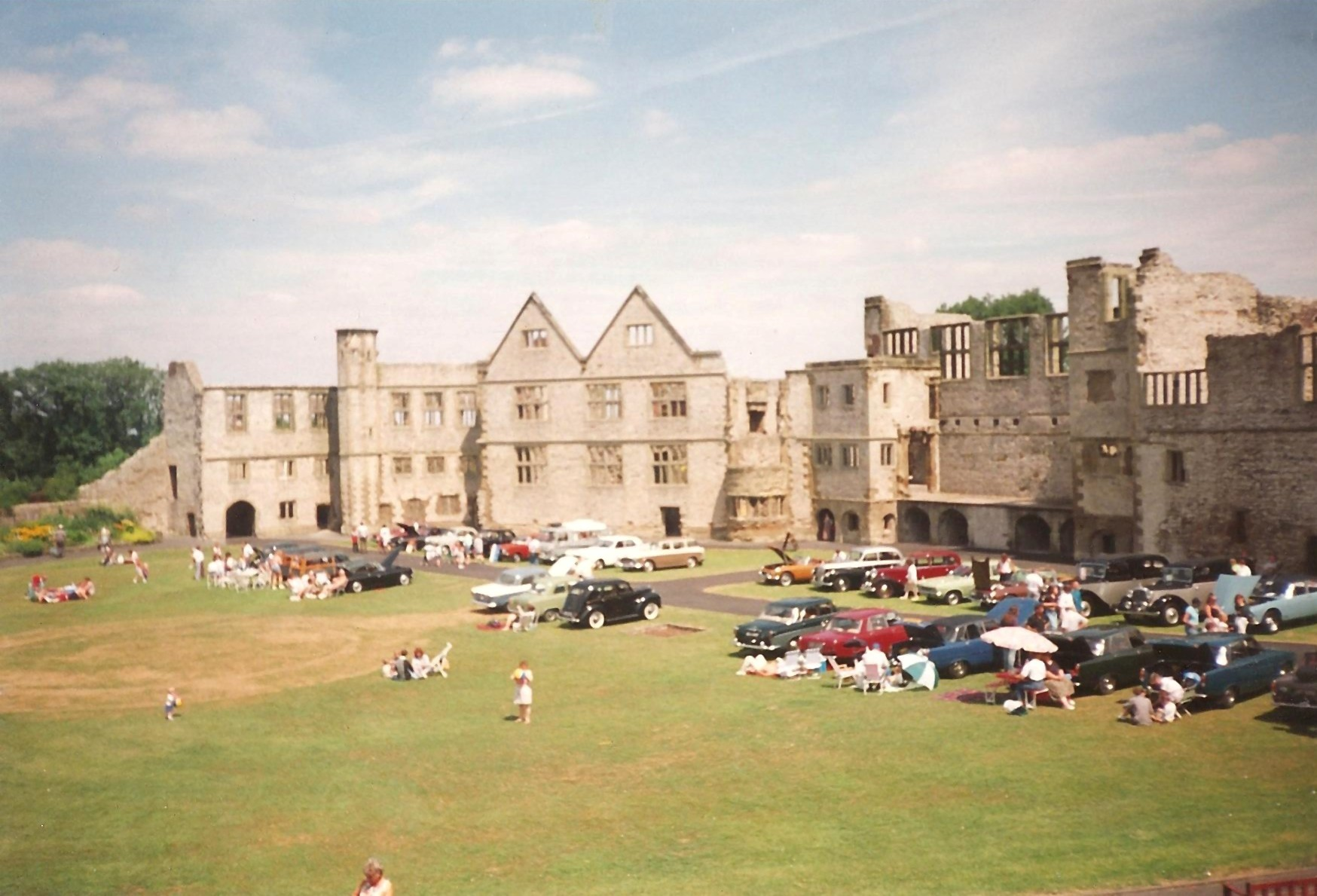
ダドリー城跡中庭（1990年代）。

以下の者はサー・ジョン・ド・サットンを除いて議会招集されていないため、爵位名を冠さないものとする。
- サー・ジョン・ド・サットン（英語版）（1310年 - 1359年）  - 初代ダドリーのサットン男爵、1342年の議会招集による。
- サー・ジョン・ド・サットン（英語版）（1338年 – c. 1370年）
- サー・ジョン・ド・サットン（英語版）（1361年 - 1396年）
- サー・ジョン・ド・サットン（英語版）（1380年 - 1406年）

### ダドリー男爵系譜 （1439/1440年）
- 初代男爵ジョン・サットン（英語版）（1400年 - 1487年）  - 外交官、軍人、アイルランド総督
  - エドムンド・ダドリー
    - ジョン・ダドリー (初代ノーサンバランド公爵)
      - ロバート・ダドリー (初代レスター伯)
        - ロバート・ダドリー（英語版） - 探検家。江戸の地図を発表
- 第2代男爵エドワード・サットン（英語版）（1459年 - 1532年）
- 第3代男爵ジョン・サットン（英語版）（1495年頃 - 1543年）
- 妻シシリー・グレイ -  初代ドーセット公爵トーマス・グレイ（英語版）の娘。エリザベス・ウッドヴィルの孫.。ヘンリー・グレイの子のジェーン・グレイは同祖。
  - ヘンリー・サットン・ダドリー（英語版）
    - ロジャー・ダドリー（英語版） - 軍人
      - トマス・ダドリー - ピューリタンとして渡米。マサチューセッツ湾植民地知事（2代目）
        - ジョセフ・ダドリー
        - キャサリン・ダドリー
        - 上夫 ウィリアム・ダマー
- 第4代男爵エドワード・サットン（英語版）（1586年没）
- 第5代男爵エドワード・サットン（英語版）（1567年 - 1643年）  -  婚外子のダッド・ダドリー（英語版）が運営する製鉄所に溶鉱炉5基を設置
- 第6代女男爵フランシス・ウォード（英語版）（1611年 - 1697年） - ロンドンの貴金属商ウォード男爵と結婚し、製鉄所の負債を返済
- 第7代男爵・第2代ウォード男爵エドワード・ウォード （1631年 - 1701年） - ダドリー男爵とウォード男爵を相続
- 第8代男爵・第3代ウォード男爵エドワード・ウォード（1683年 - 1704年）
- 第9代男爵・第4代ウォード男爵エドワード・ウォード（1704年 - 1731年）
- 第10代男爵・第5代ウォード男爵ウィリアム・ウォード（1685年 - 1740年）
- 第11代男爵ファーディナンド・ダドリー・リー （1710年 - 1757年）  - 1757年に爵位停止

- 第12代男爵ファーディナンド・ダドリー・ウィリアム・リー・スミス（1872年 - 1936年）  - 1916年に停止解除
- 第13代男爵ファーディナンド・ダドリー・ヘンリー・リー・スミス（1910年 - 1972年）
- 第14代女男爵バーバラ・アミ・フィリシティ・ハミルトン（1907年 - 2002年）
- 第15代男爵ジム・アンソニー・ヒル・ウォレス（1930年生）
  - 爵位の法定推定相続人は、現当主の息子ジェレミー・ウィリアム・ギルフォード・ウォレス閣下（1964年生）。

## 関連図書
- Kidd, Charles, Williamson, David (editors). Debrett's Peerage and Baronetage (1990 edition). New York: St Martin's Press, 1990.
- Grazebrooke, H. S. 'The Barons of Dudley' Staffs. Hist. Coll. IX(2).
- Hemingway, John. An illustrated chronicle of the castle and barony of Dudley. (2006) Friends of Dudley Castle.  ISBN 978-0-9553438-0-3
- Wilson, Derek A. The Uncrowned Kings of England: The Black History of the Dudleys and the Tudor Throne. Carroll & Graf, 2005.
- Laigh Rayment's Peerage Page, 2019.